# Папалукас, Спирос
Спирос Папалукас  (греч.  Σπύρος Παπαλουκάς  Десфина Фокида, 1892 — Афины, 3 июня 1957) — греческий художник первой половины 20-го века. Характеризуется как «предтеча», так называемого, «поколения 30-х» греческой живописи.

## Биография

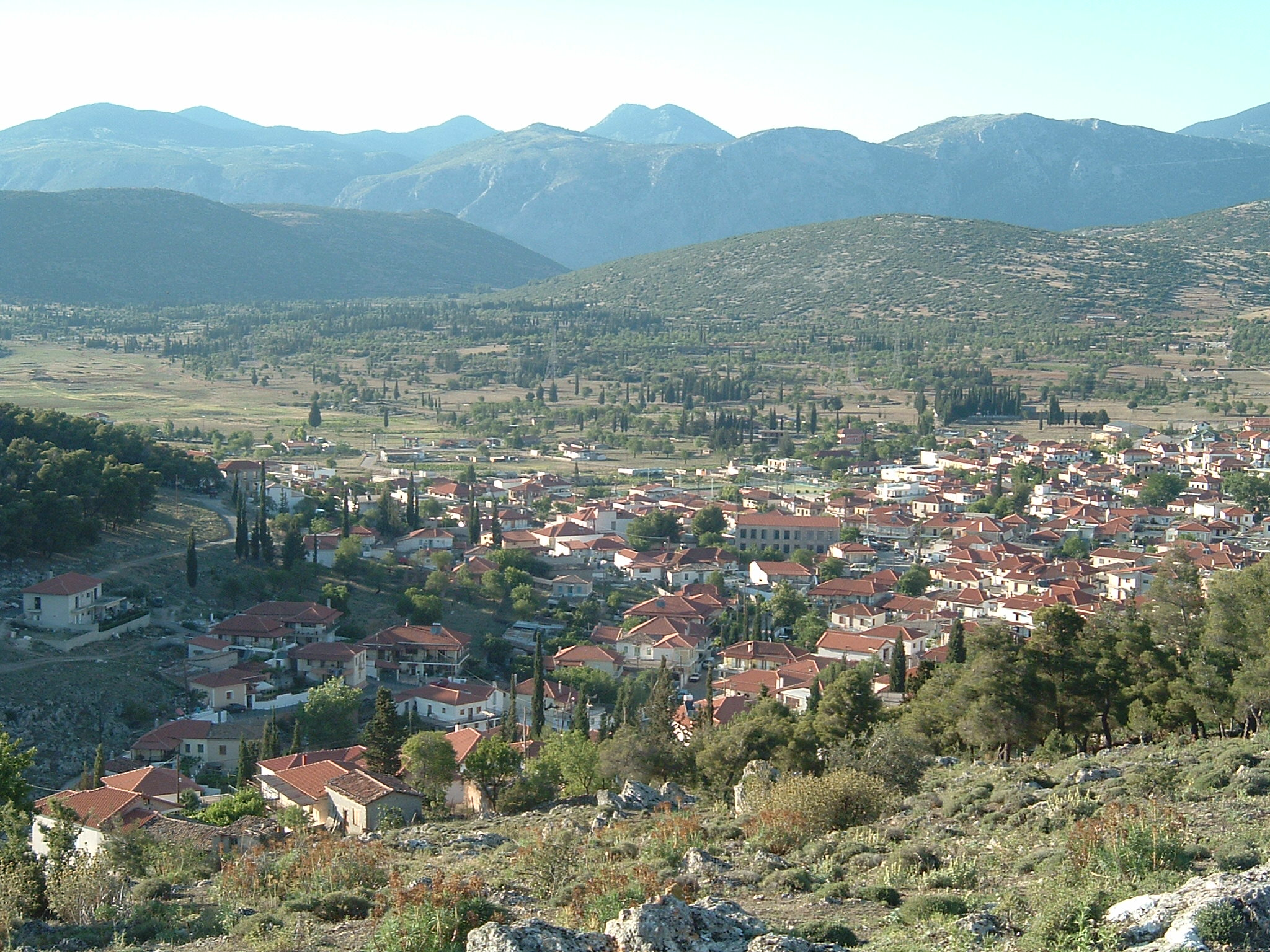
Родина художника, село Десфина, сегодня.

Спирос Папалукас родился в селе Десфина, у подножия Парнаса.
Его отец был моряком на корабле судовладельца из близлежащего Галаксиди.
Оставив море, отец открыл в селе магазин, но вскоре умер. Спирос, которому тогда было 6 лет, и 5 его братьев остались на попечение матери и деда. Часы прогулов маленького Спироса превышали часы его посещения школы. Учитель школы жаловался, что ученик его не слушает и постоянно рисует. Спирос стал учиться иконописи у местного иконописца. В 1906 году он отправился «зайцем» на пароходе в Пирей, где по прибытии стал работать в мастерской иконописи. В 1909 году был принят в Афинскую школу изящных искусств где учился до 1916 года у Георгиоса Яковидиса, Георгиоса Ройлоса, Димитриоса Гераниотиса, Спиридона Викатоса, Стефаноса Ланцаса и Павлоса Матьопулоса. Будучи ещё студентом, 7 раз получил первые призы на конкурсах.
С 1917 по 1921, продолжил учёбу в Париже в Академии Жюлиана и академии Гранд-Шомьер.
В годы учёбы во Франции, Папалукас находил финансовую поддержку у торговца картинами, грека Иконому, который продавал его картины и обеспечивал его работой декоратора во дворцах Версаля.
Греческий художник Когевинас, Ликургос, получив заказ хиосского коммерсанта Аргентиса на выполнение копии картины Делакруа «Хиосская резня» взял Папалукаса в помощники.
Сегодня копия находится в историческом музее острова Хиос.

## Малая Азия
После поражения и капитуляции Османской империи в Первой мировой войне, в мае 1919 года греческая армия, по мандату Антанты, взяла регион Смирны под свой контроль. Мандат предписывал Греции контроль региона на 5 лет (до проведения референдума). Военными художниками экспедиционной греческой армии стали местные смирненские художники, самым известным из которых был Георгиос Прокопиу.
Но Прокопиу с 1920 года был назначен приказом командующего экспедиционной армией, Леонида Параскевопулоса «полевым кинематографистом». В 1921 году, в ходе похода на Анкару, Военное министерство мобилизовало для освещения событий группу фотографов и группу художников, в качестве военных репортеров. В группу художников входили Родоканакис, Павлос, Византиос, Периклис и Спирос Папалукас. Для участия в походе Папалукас прервал свою учёбу в Париже. Византиос уже успел организовать в Прусе, где он служил, персональную выставку и с 1921 года числился «армейским художником». Менее известным из трёх был Родоканакис.
Приказ художникам был писать не только военные но и жанровые сцены.
Греческая армия продолжила наступление, но не смогла взять Анкару и в порядке отошла назад за реку Саггариос. Греческий историк Д.Фотиадис писал по этому поводу: «тактически мы победили, стратегически мы проиграли». Греческое монархистское правительство удвоило подконтрольную ему территорию в М Азии, но возможностями для дальнейшего наступления не располагало. Одновременно, не решив вопрос с греческим населением региона, правительство не решалось эвакуировать армию из Малой Азии. Фронт застыл на год. Весной 1922 года в афинском Заппион была организована «Военная выставка», где были выставлены работы трёх художников, а также работы военных фоторепортеров.
Критик Ф.Политис писал о работах Папалукаса,
что художник «был опьянён горячим солнцем Востока. Он видит только Солнце. И пытается поймать его лучи своей краской. Объёмы людей, ряды солдат, теряют свою материальность, пропадают в этом свете».
Выставка прошла с большим успехом. Было принято решение перенести выставку в Смирну. Решение стало роковым для работ художников. В августе 1922 года фронт был прорван. Продвижение турок к Смирне сопровождалось истреблением коренного греческого населения Ионии:357.
Греческая армия оставила Смирну. Последовали сожжение города турками и резня населения:356.
В ходе резни и сожжения города, работы художников были утеряны. Число работ художников превышало 300. Однако греческий писатель Дукас, Стратис пишет, что только Папалукас потерял в Смирне 500 своих работ.
Художнику удалось спастись и вывезти в Грецию только 32 своих рисунка и 5 акварелей, доносящих в наши дни отголоски той резни.

## Последующие годы
Вернувшись из Малой Азии, потрясённый истреблением населения Смирны и потерей практически всей своей работы, художник уединился на острове Эгина.
В том же году, встретившись в Афинах со свои другом Стратисом Дукасом, Папалукас уехал на Афон, где пробыл почти год (ноябрь 1923 — ноябрь 1924) исполняя пейзажи, изучая византийскую живопись и делая копии церковных произведений искусства.
Часть этих его работ в 1924 году была выставлена в Белой башне, македонской столицы, города Фессалоники. В том же году художник отправился на остров Лесбос, где написал ряд пейзажей.
В 1927 году Папалукас победил на всегреческом конкурсе и получил заказ на роспись храма Благовещения в городе Амфиса. Решение жюри, в котором состояли Орландос, Анастасиос, Пикионис, Димитрис, Захос, Аристотелис и Партенис, Константинос было единогласным. Художник закончил свою работу в храме в 1932 году.
В период 1930—1940 Папалукас выставлял свои работы вместе с другими членами группы «Искусство». Он также делал декорации и костюмы для Национального театра Греции, «Театра Котопули», и расписывал стены и фасады частных и публичных зданий.
Он также продолжил свою деятельность в качестве иконописца, расписал ещё несколько церквей, а также Археологический музей Ираклиона.
В период 1935—1937, вместе с С.Дукасом, Н.Хадзикириакосом-Гикасом, Д.Пикионисом и С.Карандиносом, Папалукас издавал авангардистский журнал «Τретий глаз» (Το Τρίτο Μάτι).
В 1940 году он был назначен советником муниципалитета Афин по вопросам градостроительства, а также директором Муниципальной галереи города. С 1945 по 1951 год преподавал на архитектурном факультете Афинского политехнического университета. В 1956 году был избран профессором Афинской школы изящных искусств.
Папалукас умер в Афинах в 1957 году, будучи признанным как один из корифеев современной греческой живописи.
После смерти Папалукаса Национальная галерея Греции организовала выставку ретроспективу его работ в 1976 году.
Культурный центр муниципалитета Афин организовал выставку произведений художника в 1982 году. В ноябре 2006 года дочь и единственная наследница художника, Асимина Папалука, подарила почти все работы своего отца «Фонду изобразительных искусств и музыки Β & Μ Теохаракис», основатель которого был учеником Папалукаса.

## Работы
Спирос Папалукас был большим знатоком художественных течений своей эпохи, но в той же мере большим знатоком византийского искусства. Его работы сочетают импрессионизм Сезанна, Матисса и Ван Гога с духовностью византийских иконописцев.
Его посещение Афона и длительное пребывание на «Святой горе» оказало большое влияние на его работу, такое что художник писал афонские пейзажи на протяжении многих последующих лет.
После Афона Папалукас заявлял: «Если кто либо эстетически не понимает византийское, пусть позволит мне заметить ему, что он не понимает до конца древнее греческое. А когда художник не понимает греческое прошлое, то как он может создавать греческое будущее ?».
Кроме церковной живописи и пейзажей, Папалукас написал множество портретов, самым характерным из которых был Ребёнок с подтяжками (1925).
Влияние Папалукаса на современных ему и последующих греческих художников было огромным, поскольку он своими работами показал, что современное искусство и эллинизм не являются понятиями несовместимыми.

## Искусствоведы и художники о Папалукасе
Фотис Кондоглу знал Папалукаса ещё по Парижу. Он писал что всё время что Папалукас жил в Париже, он не ощутил никакую из радостей этого прославленного города, который как магнит притягивает молодых людей и опьяняет их. Папалукас оставался закрытым в своей «крепости», не обращая внимание на жизнь, которая кипела вокруг него. Единственное что его интересовало, это его искусство.
Художник и писатель Никос-Гавриил Пендзикис пишет, что в многообразии сегодняшнего эллинизма, несущего груз древности, происхождение Папалукаса, с его сознанием крестьянина, отличным от тех, кто ведёт себя как коммерсант, вынуждает его быть настороженным к новшествам. Чтобы не принёс Папалукас из-за границы, он пересадил его и выращивал так как он делал при пересадке виноградника. Никто не сможет утверждать, что его (виноградника) продукция не является местной.
Художник и настоятель святогорской галереи, Маркос Камбанис, пишет, что Папалукас обнаружил на Афоне, что «в Византии были работы, где проблемы композиции и цветов, которые занимали современных ему художников, были уже решены».
Взгляд Папалукаса на византийское искусство не был консерватизмом или возвращением в прошлое.
Академик и историк искусства Хрисанф Христу отмечает, что в отличие от Партениса, о котором трудно сказать что у него были ученики или даже продолжатели у Папалукаса они были В особенности в пейзаже вместе с Малеасом и Михалисом Иконому, Папалукас является отправной точкой для его молодых коллег, с тем чтобы смелее идти далее.